# Третя пунічна війна
Третя пуні́чна війна (149—146 до н. е.) — остання із Пунічних війн між Римом і Карфагеном за панування над Західним Середземномор'ям. Завершилася повною перемогою Риму і знищенням Карфагенської держави.

## Причини війни
У другій половині II ст до н. е. в результаті двох успішних воєн з Карфагеном, глибокого проникнення в країни Сходу еллінізму, підпорядкування Македонії і Греції Рим перетворився на найбільшу середземноморську державу, в гегемона не лише Західного, але і Східного Середземномор'я. Проте Рим не міг вважати себе за неподільного володаря середземноморського басейну, поки не було остаточно знищено старого, переможеного, але потенційно все ще грізного суперника — Карфаген.

### Господарське відродження Карфагена
Поки сили і увага римлян були спрямовані на східні завоювання, переможеному у Другій пунічній війні Карфагену вдалося відбудувати і зміцнити свою економіку. Після вимушеної відмови від військових захоплень і активної зовнішньої політики, карфагенські купці вкладають тепер свої кошти в сільське господарство в Африці. У Карфагені починає процвітати жвава торгівля з місцевими племенами, широко розвиваються рільничі плантації, в містах зростає кількість майстерень і торговельних підприємств.
Відродження економічної потуги Карфагена викликало сильне невдоволення у Римі, особливо серед тієї частини нобілітету, що була пов'язана із зовнішньою торгівлею. Виникла сильна і впливова партія, що вимагала повного знищення Карфагена, навіть якщо це загрожувало новою війною. На чолі цієї партії стояв Марк Порцій Катон, загальношанований консул і цензор, який ревно пропагував цю ідею. Катон сам їздив до Карфагена на чолі слідчої комісії й мав змогу побачити власними очима багатства цього міста. Він підбурював проти карфагенців громадську думку і кожну свою промову в римському сенаті завершував однією і тією ж фразою: «А поза тим вважаю, що Карфаген має бути зруйнований!» (лат. Ceterum censeo Carthaginem esse delendam).

### Привід до війни
Привід для війни (лат. casus belli) знайти було неважко. Знаряддям римської політики став нумідійський цар Масинісса. За свої послуги ще у війні проти Ганнібала він отримав від Риму свободу дій у відносинах з Карфагеном. Це був талановитий володар, що захоплено працював над розбудовою своєї держави, — привчив своїх кочовиків до осілого життя, поширював управу землі, будував міста. Але неродючі степово-пустельні простори, над якими Масинісса мав владу, не вдовольняли його, тому він намагався здобути собі кращі терени від карфагенців. Все поширюючи свої володіння, він оточив довкола Карфаген. Карфагенський сенат (міят) безнастанно висилав скарги на Масиніссу до Риму, але без успіху: римляни зволікали з відповіддю і підтримували свого союзника.
Масинісса, відчуваючи підтримку римлян, тримався вкрай агресивно і намагався приєднати до своїх володінь частину території Карфагена. Врешті у Карфагені до влади прийшла воєнна партія, що вважала, що тільки силою можна заімпонувати Римові. У 151 до н. е. сталося збройне зіткнення. Карфагенські полководці несподівано з 50 000 війська рушили на Масиніссу, думаючи цілком знищити його країну. Але нумідійський цар виявився незвичайно спритним вождем і, хоч був неприготований, у вирішальній зустрічі розгромив усю карфагенську армію. Він мав тепер відкритий шлях на Карфаген. Але, як розумний політик, затримався перед воротами і послав скаргу до Риму, що карфагеняни порушили мир. Карфагенський сенат старався загладити справу, покарав смертю своїх генералів і вислав до Риму мирне посольство із заявою, що Карфаген піддається на ласку й неласку. Попри те, що карфагеняни вже зазнали поразки і підтверджували покору Римові, римський сенат розцінив їхні дії як порушення умов договору 201 до н. е. і оголосив війну.

## Початок війни
Римські легіони у 149 до н. е. висадилися в Африці під Утикою, й консули зажадали, щоб Карфаген видав усю зброю. Карфагенці необережно погодилися на це й переслали до римського табору 2000 воєнних машин і 200 тисяч одиниць всякої зброї. Тоді римські представники проголосили Карфагену постанову свого сенату, що все населення має залишити місто й пересилитися на 15 км у глиб суходолу, бо місто римляни вирішили знищити. Тим самим було б покладено край господарському процвітанню Карфагена, заснованому на морській торгівлі.

Цей жорстокий наказ зробив страшне враження на карфагенських послів. 
«З криком підняли вони руки до неба й закликали, що їх римляни обманули; потім почали кидати на римлян тяжкі зневаги, чи шукаючи смерті, чи були вже позбавлені розуму, чи тому, що хотіли присилувати римлян, щоб їх зневажили. На землю кидалися і били об неї руками й головами, дерли на собі одежу і, як божевільні, ранили свої тіла…» (Аппіан).

Звістка про постанову римлян викликала в Карфагені повстання. Рада старійшин вирішила боронити місто до кінця. Полководцем обрали полководця Газдрубала, якого давніше засудили на смерть за виступи проти Риму. Щоб збільшити чисельність війська, проголосили свободу всім невільникам. Спокійне торгове місто перетворилося на воєнний табір. 
«Священні гаї, всі святині та інший простір міста замінили на робітні; чоловіки й жінки працювали в них днями й ночами, відпочиваючи й обідаючи групами у визначеному порядку. Щоденно виробляли по 100 щитів, 300 мечів, 1000 стріл до катапульт, 500 списів, а катапульт стільки, скільки могли. Щоб можна було катапульти натягати, жінки обтинали собі волосся, бо іншого матеріалу не було» (Аппіан).

## Хід війни
Спочатку війна йшла для римлян невдало. Облога Карфагена виявилася далеко не легкою справою — вона затягнулася більш ніж на два роки. Газдрубал добре організував оборону, забезпечив місту добре постачання, приєднав допомогу інших фінікійських міст, навіть зумів добути собі прихильність частини нумідійців. Римські консули з різних сторін пробували здобути Карфаген, але не могли нічого досягти.
У 147 р. до н. е. командування над армією, що облягала Карфаген, прийняв Сципіон Еміліан — всиновлений онук Сципіона Африканського, переможця Ганнібала у Другій пунічній війні та рідний син Луція Емілія Павла, переможця Македонії у битві при Підні. Він зміцнив дисципліну в армії, склав новий план облоги, оточив місто довкола валами, закрив доступ до порту і крок за кроком посувався вперед. У Карфагені не стало засобів поживи, почалися голод і епідемічні хвороби. Становище оборонців ставало все безнадійнішим, так що Газдрубал пробував уже переговорювати з римлянами, але Сципіон виявив тверду непоступливість. Весною 146 р. до н. е. Сципіон приступив до загального штурму.

Римляни прорвалися в місто, почалися вуличні бої, які продовжувалися цілий тиждень, поки не було узято центральну фортецю міста, Бірсу. Йшла завзята боротьба за кожну вулицю, за кожний дім. Остаточно римляни підпалили місто в трьох місцях. 
«Це було страшне видовище. Коли вогонь поширювався і все нищив, легіонери старалися валити доми не поодиноко, а цілими групами. Постав великий гамір, бо з каміннями спадали цілі маси трупів. Деякі люди були ще живі, особливо старики, діти й жінки, що ховалися в закутках домів. Вояки, вкриті ранами й напівспалені, видавали нелюдські звуки. Інших, що падали з висоти, розбивало і привалювало камінням і балками, що з ними летіли. Легіонери відсували звалища і відкривали собі шлях сокирами й гаками, а до ям кидали разом трупи й живих, тягнули їх і розривали залізним знаряддям. Одні падали головами вділ, так що їхні тіла ще довго рухалися, іншим копита кіннотників проломили обличчя і черепи…» (Аппіан).
Газдрубал із старшинами в останню хвилину вийшов із замку з оливним гіллям — ознакою миру, вийшов назустріч Сципіонові й упав до ніг переможця. Його дружина виказала більшу силу духа: вона вбила своїх дітей і разом із ними кинулася у вогонь. Натомість Газдрубала відправили до Риму, де він пройшов на тріумфі Сципіона. Після цього жив у якості почесного бранця на одній з вілл Італії.

## Знищення Карфагена
Сенатська комісія, що прибула в завойоване місто, винесла ухвалу про повне його знищення. Карфаген був підпалений та горів 16 днів. Руїни міста з наказу сенату зрівняли із землею і присвятили підземним богам — мала тут навіки залишитися пустеля. На території зруйнованого міста плугом була проведена борозна на знак того, що це місце прокляте навічно. Володіння Карфагена були включені до складу римської провінції Африка.
Сципіон Еміліан, так само як і його дід, отримав почесне ймення «Африканський».